# Медіна-де-лас-Торрес
Медіна-де-лас-Торрес (ісп. Medina de las Torres) — муніципалітет в Іспанії, у складі автономної спільноти Естремадура, у провінції Бадахос. Населення — 1330 осіб (2010).
Муніципалітет розташований на відстані близько 330 км на південний захід від Мадрида, 75 км на південний схід від Бадахоса.

## Демографія
Динаміка населення (INE ):